# Lieu de vie et d'accueil
Un lieu de vie et d'accueil (LVA) est une petite structure sociale ou médico-sociale assurant un accueil et un accompagnement personnalisé en petit effectif, d'enfants, d'adolescents et d'adultes, en situation familiale, sociale ou psychologique problématique. Les premiers LVA sont apparus à la fin des années 1960, on en comptait 446 en 2007.

## Origine des lieux de vie et d'accueil
La nécessité de créer des lieux de vie et d'accueil est apparue en France à la fin des années 1960 à la suite de la mise en évidence des conséquences du morcellement, de la spécialisation et de la hiérarchisation de la prise en charge qui avaient cours dans le secteur social, médico-social ou psychiatrique. Ils se sont inscrits dans la mouvance anti-institutionnelle, anti-psychiatrique et désaliéniste.
Deux personnes vont devenir, à leurs corps défendant, emblématiques de ce que sera le mouvement des lieux de vie et d'accueil. Il s'agira pour chacune de poser une alternative:
- Fernand Deligny, dès 1967, crée à Monoblet dans les Cévennes, un lieu de vie en opposition aux lieux d'enfermement. Cette expérience l'amènera à collaborer avec plusieurs chercheurs de la psychiatrie dont Françoise Dolto.
- En 1969, Maud Mannoni créera à son tour l'École Expérimentale de Bonneuil-sur-Marne, un lieu de vie en alternative au lieu de soins.

Les expériences de Monoblet, et de Bonneuil-sur Marne ont ainsi fait naître chez des personnes d’origines multiples - souvent issues du secteur social, médico-social, sanitaire, de l’éducation  mais également d'autres secteurs professionnels - le souhait de créer eux-mêmes de nouvelles structures dites « alternatives » ou « non traditionnelles ». Issus en grande partie de la mouvance de l'après 68, des néo-ruraux créeront des "lieux de vie" dans un esprit de tendance libertaire, voire marginale, alors que des travailleurs sociaux, "créeront des lieux d'accueil" en complémentarité avec l'institution. Fondé essentiellement sur un partage de la vie quotidienne, en petit effectif et dans la permanence du Vivre avec, ce mode d'accueil a engendré des espaces singuliers de relations d'organisations à la mesure des choix, désirs, compétences et engagements de leurs fondateurs.
Ces lieux se rapprocheront au fil du temps pour devenir des lieux de vie et d'accueil qui prendront une dimension nationale moins marginale, toujours à la recherche d'un autre mode de relation avec les personnes accueillies, mais sur la base d'un projet éducatif et/ou thérapeutique plus clairement défini.

## Associations regroupant les lieux de vie et d'accueil
Les lieux de vie et d'accueil vont se regrouper en association à partir des années 1980.
- L'ASEPSI ou Association pour l'Étude et la Promotion des Structures Intermédiaires voit le jour en 1978.
- Le CRA ou Collectif du réseau alternatif (à la psychiatrie), au Coral à Aimargues, en 1982.
- FASTE[3] Foyer d'Accueil et de Soutien Temporaire du Sud Aveyron en 1984.
- En 1984 également, le GERPLA, ou Groupe d'échange et de recherche pour et sur la pratique en lieux d'accueil. Regroupement majoritaire, avant la création de la fédération (voir plus bas), un de ses actes fondateurs est d’avoir fédéré une partie importante des LVA autour d’une charte commune.
- En 2011 se crée la société Parcours qui devient RESO ou Réseaux éducatif de soutien et d'orientation LABONDE entreprise sociale et solidaire labellisée ESUS qui est le premier réseau de lieux de vie et d'accueil national avec 11 lieux de vie.

Ces associations vont lutter chacune de leur côté, puis au sein d'un collectif pour permettre une reconnaissance des LVA et du statut professionnel des personnes qui y travaillent.
La circulaire dite « Georgina Dufoix » n° 83.3 du 27/01/83, premier document officiel national relatif aux LVA, reconnut la spécificité et l’intérêt de leurs accompagnements, mais ne proposait alors que des statuts par défaut, issus d’autres pratiques (assistant maternel, établissement, tiers digne de confiance).
En l’absence de cadre et de statut explicites, ce furent alors les politiques départementales qui permirent, ou empêchèrent, la reconnaissance administrative et le fonctionnement des LVA.
En 1994, la tenue des premières Assises nationales des Lieux de Vie et d'Accueil entraîna la mise en place d’un travail de concertation auprès de Pierre Gauthier, Directeur de l'Action Sociale. Ces réunions aboutirent à l’établissement d’un document de synthèse relatif aux questions d'identification, d'agrément et de statut des Lieux de Vie et d'Accueil, préfigurant la place des LVA dans le champ social.
Par la loi du 2 janvier 2002, réorganisant l’action sociale et médico-sociale, le législateur reconnaît enfin les LVA Le décret d’application 2004-1444 précise dorénavant les « conditions techniques minimales d’organisation et de fonctionnement des LVA », et reconnaît la diversité des personnes pouvant être accueillies.
À la suite du Collectif des Associations regroupant des LVA - interlocuteur temporaire auprès des pouvoirs publics - a été créée la FNLV ou Fédération Nationale des Associations regroupant des Lieux de Vie et d'Accueil, en 2003. Ses membres fondateurs sont issus du GERPLA, ainsi que des autres associations de LVA.
La constitution de la Fédération avait pour principal objectif de constituer une force unifiée dans les négociations sur le statut des LVA avec l'État et les collectivités territoriales. 
Pour les membres du GERPLA qui ont choisi la création de cette nouvelle entité, il s'agissait également de permettre un retour du GERPLA vers ses fondamentaux qui sont l'échange et la recherche sur la pratique en Lieu d'Accueil et de Vie, les discussions sur le statut et la loi ayant capté la plus grande partie des énergies durant cette période.
En 2005, le GERPLA et d'autres regroupements décident de quitter la FNLV. Outre le fait que l'adhésion du GERPLA (et des autres membres associés) à la FNLV ne lui conférait qu'un rôle consultatif (environ 1 voix sur 200 étant donné les statuts de la fédération), une opposition est apparue dans le cadre des négociations sur la tarification s'appliquant aux LVA.
Cette question de la tarification semblant être aujourd'hui arrivée à son terme, des contacts s'élaborent à nouveau entre les associations, formellement ou de manière informelle, au niveau local, régional, ou national, sur d'autres thématiques.

## Spécificités des lieux de vie et d'accueil
- Un accompagnement dans la quotidienneté, dans le « Vivre avec », le partage réfléchi de la vie quotidienne comme premier support éducatif.
- Un accueil centré sur des relations de proximité, fondées sur une acceptation de la personne dans sa singularité et dans sa globalité.
- Un accueil dans une habitation personnalisée, souvent le domicile même des Permanents fondateurs, qui est adaptée suivant les spécificités des personnes accueillies.
- Un accueil en petit effectif, en général de trois à sept personnes accueillies ; des accueillants clairement identifiés, en général de deux à cinq Permanents.
- Un accueil déterminé par un projet personnalisé - issu d’une réflexion commune entre les Permanents du LVA et ses Partenaires - visant l’apaisement, le rétablissement de liens sociaux, un cheminement de la personne accueillie pour la construction d’un projet de vie singulier.
- Un accueil dont la durée s’adapte suivant les besoins de la personne (séjour long, relais, alternance, séquentiel, rupture, « vacances »).
- Des professionnels utilisant des techniques de supervision, permettant une distanciation de ce qui se vit et se travaille au quotidien auprès des personnes accueillies.
- Un accueil dans une structure à taille humaine, autonome dans son projet social et dans sa gestion administrative et financière.
- Reconnus par les professionnels des secteurs sociaux, médico-sociaux et judiciaires pour l’intérêt de leurs accompagnements, les LVA ne peuvent répondre qu’à une part limitée des demandes qui leur sont adressées.

Pour les services de l’Aide sociale à l’enfance, de l’Éducation spécialisée, de la psychiatrie, de la pédopsychiatrie et de la justice, l’accompagnement assuré par les LVA enrichit judicieusement l’éventail des choix en matière de placement de personnes en difficultés. 
Les L.V.A occupent une position à la lisière des établissements médico-sociaux et des accueils familiaux. Ils proposent des solutions adaptées à des personnes pour lesquelles un accompagnement professionnel et fortement personnalisé est préconisé. Les LVA sont particulièrement sollicités pour des enfants, adolescents ou adultes pour lesquels les caractéristiques institutionnelles des établissements sociaux et médico-sociaux ne sont pas indiquées.

## Le GERPLA
Le GERPLA est issu d’un regroupement informel de Permanents de Lieux de Vie et d’Accueil qui se réunirent en 1984 pour de sortir de leur isolement, échanger sur leurs pratiques, développer et faire connaître une parole spécifique aux Lieux d’Accueil. 
En 1987, le groupement se constitue en association dont l'objet est « L’échange et la recherche sur et pour les pratiques en Lieux d’Accueil, la représentation sociale de cette pratique, et la recherche de cadres adaptés à ces structures pour les insérer dans des cadres légaux. »
Nationale, l’association s'organise en six régions en 1992 afin de faciliter et d’enrichir les rencontres des adhérents, les travaux en groupes et les partenariats avec les professionnels des secteurs sociaux, médico-sociaux, de la santé et de la justice. L’association est dirigée par le Comité de Coordination national, désigné par les adhérents de chaque régions. Chaque région est dotée d’un représentant au Comité de coordination, d’un secrétaire et d’un trésorier. Sont également désigné un secrétaire et un trésorier national.
En 2006, il a participé à une table ronde organisée par les ministères de la Famille et de la Justice, dans le cadre de la réforme de la loi sur la Protection de l’Enfance et a rencontré les représentants du GILVA (Groupe Interdépartemental des LVA), regroupant les représentants d’environ soixante-dix Conseils Généraux. Il s’investit aujourd’hui pour promouvoir le renforcement de la professionnalisation des Permanents de LVA : dans ce but, il a été reconnu  comme organisme de formation spécialisé.